# Dichogama smithii
Dichogama smithii là một loài bướm đêm trong họ Crambidae.